# Robin Wasserman
Robin Wasserman (* 31. Mai 1978 in Philadelphia) ist eine amerikanische Fantasy-Autorin.

## Leben
Wasserman studierte an der Harvard University und an der University of California, Los Angeles. Bevor sie Autorin wurde, arbeitete sie als Mitherausgeberin eines Kinderbuchverlages. Zurzeit lebt sie in Brooklyn, New York City.

## Werk
Wasserman schreibt vorwiegend Jugendromane im Bereich Fantasy und Science-Fiction. Unter dem Pseudonym Alex Wheeler veröffentlichte sie die sechsbändige Star-Wars-Romanreihe Rebel Force.
- Seven Deadly Sins
  - Lust (2005)
  - Envy (2005)
  - Pride (2006)
  - Wrath (2006)
  - Sloth (2006)
  - Gluttony (2007)
  - Greed (2007)

- Chasing Yesterday
  - Awakening (2007)
  - Betrayal (2007)
  - Truth (2007)

- Skinned-Trilogie
  - Skinned (2008)
  - Crashed (2009)
  - Wired (2010)

- Star Wars: Rebel Force (als Alex Wheeler)
  - Target (2008) – deutsch: Im Fadenkreuz
  - Hostage (2009) – deutsch: Die Geisel
  - Renegade (2009) – deutsch: Der Attentäter
  - Firefight (2009) – deutsch: Unter Beschuss
  - Trapped (2010) – deutsch: In der Falle
  - Uprising (2010) – deutsch: Der Aufstand

- Weitere Veröffentlichungen
  - Oops! I Did It (Again)! (2003)
  - Scooby Doo: Ghost School (2003)
  - A Cinderella Story: Movie Novelization (2004)
  - LEGO Clikits: Guide to Life (2005)
  - Girl Talk: How To Deal With Friendship Conflicts (2006)
  - Hacking Harvard (2007)
  - Callie for President (2008)
  - The Book of Blood and Shadow (2012) – deutsch: Das Buch aus Blut und Schatten
  - Voyagers 2: Game of Flames (2015) – deutsch: Im Feuersturm

| Personendaten    | Personendaten                    |
| ---------------- | -------------------------------- |
| NAME             | Wasserman, Robin                 |
| KURZBESCHREIBUNG | US-amerikanische Fantasy-Autorin |
| GEBURTSDATUM     | 31. Mai 1978                     |
| GEBURTSORT       | Philadelphia                     |